# Robert Fowler
Robert Gerald "Bobby" Fowler (5 de dezembro de 1931 — 27 de dezembro de 2001) foi um ciclista sul-africano. Foi ativo durante as décadas de 50 e 60 do século XX.
Representou a África do Sul durante os Jogos Olímpicos de Helsinque 1952, Melbourne 1956 e Roma 1960, conquistando a medalha de prata em 1952 na prova de perseguição por equipes, juntamente com Thomas Shardelow, George Estman e Alfred Swift.
Em Helsinque 1952 e Melbourne 1956, tinha também participado na prova individual e por equipes do ciclismo de estrada, sendo incapaz de terminar em todas essas corridas.